# ジョン・メイナード・ケインズ
初代ケインズ男爵ジョン・メイナード・ケインズ（英: John Maynard Keynes, 1st Baron Keynes CB, FBA 、1883年6月5日 - 1946年4月21日）は、イギリスの経済学者、ジャーナリスト、貴族、投資家。

## 人物
イングランド、ケンブリッジ出身。20世紀における最重要人物の一人であり、経済学者の代表的存在である。その功績が現代の経済学に与えた影響は計り知れない。ケインズは、失業の原因に関する経済理論を確立し、代表作である『雇用・利子および貨幣の一般理論』(1936) では、完全雇用政策に基づく経済不況の救済策を提唱した。マクロ経済学の理論と実践、および各国政府の経済政策を根本的に変え、最も影響力のある経済学者の1人である。
ケインズは、数学を研究後、景気循環理論を改良し、有効需要に基いてケインズサーカスを率いてマクロ経済学を確立させた。ケインズ経済学として知られる学派の基礎となる理論を作成した。また、第二次世界大戦後の外為体制（ブレトン・ウッズ体制）をめぐりハリー・ホワイトと案を出し合った。
ケインズ経済学は、1970年代に景気後退対策としてはマネーサプライに限定すべきと主張するマネタリズムが台頭してからは、一時勢いを失ったものの、2007年の世界金融危機以後、ケインズ理論に基づく政策が成功し、新ケインズ主義も台頭した。
経済学の大家アルフレッド・マーシャルの弟子であり、論敵アーサー・セシル・ピグーとは兄弟弟子であった。また、ルートヴィヒ・ウィトゲンシュタインやブルームズベリー・グループとの交流が有名である。

## 経歴
ケインズは、ケンブリッジ大学の経済学者であるジョン・ネヴィル・ケインズと母フローレンスとの間に1883年に生まれた。
ケインズは、名門パブリック・スクールであるイートン・カレッジを経て、1902年にケンブリッジ大学のキングス・カレッジに入学した。ケンブリッジ大学では、数学を専攻した。学生時代は、政治にも関心を持ち、さまざまな活動を行い、学内のサークル「ザ・ソサエティ」では代表を務めた。1905年にはアルフレッド・マーシャルに学び、経済学の道へと進んだ。
ケインズは、1906年にケンブリッジ大学卒業後、高等文官試験を2位で通過して、インド省に就職した。その後、1908年にインド省を退官し、ケンブリッジ大学に戻ってキングス・カレッジの研究員となった。大学では講師として貨幣論を研究・担当し、また経済原論も講義するようになった。1912年には経済学誌のエコノミック・ジャーナル誌編集者に就任し、1945年まで務めている。その後、1915年には大蔵省に移り、役人生活を送る。
1919年、第一次世界大戦の終結のためのパリ講和会議に大蔵省首席代表として参加したものの、寛大な賠償を主張するケインズの提案は受け入れられず、敗戦国ドイツに対し莫大な賠償請求が突きつけられることとなった。これに反対したケインズは6月に大蔵省を退職し、再びケンブリッジ大学に戻る。同年12月にはパリ講和会議の内幕とその失敗を論証した『平和の経済的帰結』を発表し、ベストセラーとなったものの強い批判を浴びた。
その後、1921年には長年の研究をまとめた『確率論』を発表し、1923年には『貨幣改革論』を発表した。1925年には当時の保守党政権の大蔵大臣であったウィンストン・チャーチルの金本位制復帰政策に反対して『チャーチル氏の経済的帰結』を発表し、金本位制復帰論争を引き起こした。その後も1926年に『自由放任の終わり』、1930年に『貨幣論』を発表するなど活発な活動を続けた。またこのころ、ケンブリッジに所属する若手の経済学者が定期的な会合を開き、『貨幣論』の内容に対する討論を行っていた。この集まりはケインズサーカス（ケンブリッジサーカス）と呼ばれ、リチャード・カーンを中心として、ピエロ・スラッファ、ジェームス・ミード、オースティン・ロビンソン、ジョーン・ロビンソンによって構成されていた。このグループの活動期間は短かったが、乗数効果概念の発展に大きな役割を果たした。
1936年、ケインズは彼の代表作となる『雇用・利子および貨幣の一般理論』を発表し、激しい論争を呼び起こしたが、この書に端を発するケインズ経済学はまもなく経済学の主流となった。1937年夏に心臓発作を起こして一時活動を縮小するものの、1940年には大蔵大臣の経済顧問として21年ぶりに大蔵省に復帰した。1940年6月、大蔵省とイングランド銀行員からなる為替管理会議委員に指名される。1941年には大蔵大臣顧問となり、9月にはイングランド銀行理事に就任した。
1942年6月、Baron Keynes of Tilton（ティルトンのケインズ男爵）の爵位を授けられ、上院の自由党席に着く。
1944年にはブレトンウッズ連合国通貨会議に参加し、主にアメリカと戦時借款や戦後経済体制に対してイギリスの立場から交渉を繰り返し、バンコールという国際通貨の創設を提案するが、結局はアメリカのハリー・ホワイト案による国際通貨基金および世界銀行の設立案が通り、ブレトン・ウッズ体制が築かれることとなった。
1945年には、自分の教え子だった労働党のヒュー・ドールトン蔵相の顧問を8ヶ月務め、同年、計量経済学会会長に就任。
1946年2月、ブレトン・ウッズで創設された国際通貨基金 (IMF)と国際復興開発銀行 (IBRD)の理事に任命された。しかし、こうした激務は彼の健康を損なっていき、1946年に心臓発作で倒れ、サセックス州ファールで4月21日に没した。

## 経済学者として

### ケインズ・モデル
『雇用・利子および貨幣の一般理論』（1935年 - 1936年）では、不完全雇用のもとでも均衡は成立し得るとし、また完全雇用を与えるための理論として、反セイの法則を打ち立てて、「産出高は消費と投資とからなる」とする有効需要の原理を基礎として、有効需要の不足に基づく非自発的な失業の原因を明らかにした。
有効需要は、市場メカニズムに任せた場合には不足することがある。しかし、ケインズは、投資の増加が所得の増加量を決定するという乗数理論に基づいて、減税・公共投資などの政策により投資を増大させるように仕向けることで、有効需要は回復することができるとした。生産者が価格を変えずに、供給量を総需要に応じて調整する。ケインズは総需要の増大させる方法として、財政政策、特に財政支出政策を重視した。
なお、上の議論に対しては、公共投資政策ないし投資の国家管理の本質は、単なる有効需要の付加ではなく、政府による公共投資が企業家のマインドを改善することで経済全体の投資水準が底上げされ得るという点にあり、生産手段の国有化を意味するものではない。
これらの彼の提唱した理論を基礎とする経済学を「ケインズ経済学」（「ケインズ主義」ともいう）と呼ぶ。このケインズの考え方は経済学を古典派経済学者とケインジアンとに真っ二つに分けることとなった。そのため、ケインズ理論の提唱は、のちにケインズ革命と呼ばれるようになった。
ケインズは、大不況下では、金融政策は効果的ではなく、消費を直接的に増やす財政支出政策が最も効果があると主張した。ケインズの有効需要創出の理論は、大恐慌に苦しむアメリカのフランクリン・ルーズベルト大統領によるニューディール政策の強力な後ろ盾となった。

### 不確実性
『雇用・利子および貨幣の一般理論』の翌年1937年に発表した補足的論文『雇用の一般理論』においては、経済活動における不確実性の影響を強調した。ケインズは元々はケンブリッジ大学には数理学部に入学しており、博士論文でもある最初の著作は『確率論』(1921年）である。ここにおいてケインズは、確率を数学ではなく論理学の一分野として捉える論理確率主義の立場をとっており、確率や不確実性に関する哲学的問題について広範な考察を行っている。近年のケインズ研究では、この頃の蓋然性や不確実性全般についての考察が、後のケインズの経済学への考え方に関係していると考えられている。有名な「アニマル・スピリッツ（血気）」という言葉は、予測不能な不確実性下であっても投資活動を行う投資家の心理を表したものである。

### 共産主義批判
ケインズは、ロシア革命が発生した当初には賞賛し、世界大戦がもたらした唯一の価値ある成果とみなした。1919年2月、ロシア革命政府はケインズに勲章を授与したが、ボリシェヴィキになることは断るべきだと考えたと述べており、ロシア内戦で白衛軍のアレクサンドル・コルチャークが敗北し、処刑されると、ケインズは考えをあらため、ロシア革命は失敗であったと宣告した。1921年にケインズは、労働者は、数ヶ月間、新たな安逸を期待したが、幻滅したとし、「ヨーロッパの労働者階級は過去何年にもわたってマルクス主義革命という究極的希望を彼らの胸中に抱きつづけてきた。彼らにとって、ボルシェヴィキ的実験の失敗は壊滅的でさえあった」と述べた。
1922年には、ロシア革命で権力を奪取したのは、土地を奪取した農民、革命神話に心酔した共産主義という教条の狂信者たち、旧体制を憎悪する破壊主義の熱狂者たちだったとして、レーニンたちは共産主義の経済システムに重大な関心を持っていなかったし、不明確な概念がその非情さを覆い隠している共産主義の教条主義者たちは、おそろしく低級であったと批判する。さらに、彼らは大きな実験の機会を得たが、なにかを行う知見を産めず、戦争による消耗とそれに続く経済制裁は、飢饉とは関係なく、彼らを絶望的な状況にさせたし、彼らは経済の本質に気づいておらず、旧体制のなかの変更可能な部分と変更不可能な部分とを識別できなかったために、1921年までに、愚鈍で非効率な教条主義的体制は崩壊したと論じた。その後レーニンはネップ（新経済政策）へ「妥協」した。
ケインズは、ボルシェビズムは、のぼせあがった理想主義と、スラブ人とユダヤ人の苦難および彼らに特有の気質の双方から生じた知的錯誤とによって作り出された震顫譫妄・精神的高揚であるといった。
1925年の新婚旅行で訪れたソ連での講演でケインズは、貨幣愛を人間行動の動機ではなくしたことはロシア革命の功績だったとも述べたものの、帰国後の『ロシア管見』(1925)では、ソ連は狂信的な少数者によって指導され、その政策は、宗教的熱情をもって採用されており、レーニン主義は、宗教・神秘主義的観念論の混合物とした。しかし、ケインズは、ソ連は、貨幣が廃止できないことを理解しており、価格の問題に対しては、「ブルジョワ経済学」が適用できることも理解しており、その体制は一定の安定性を獲得するだろうとした。なぜなら、ソ連は、メシア的・迫害的な宗教性に頼っているし、レーニンは、ネップのように自分の信念を変更することを恐れてもいないからであるとした。

#### 『ロシア管見』
ケインズは『ロシア管見』(1925年)で、共産主義は、政治的に誤っており、間違った理論的基礎にもとづくとし、資本論について、科学的に誤りというだけではなく、現代の世界にとって興味もなければ、応用もできない時代遅れの教科書であるにもかかわらず、批判を許さないバイブルとして推挙していると批判する。
ボルシェヴィキでは、宗教を批判した。トロツキーは、人間が宗教、詩、道徳、哲学などといった形でとりとめもなく語ってきた社会的幻影は、抑圧された人々を欺くためのものであり、社会主義革命は、屈辱的なペテンと幻影の覆いを剥ぎ取り、真実に対する粉飾を血をもって洗い落とすといい、この革命は現実的・合理的・戦略的・数学的であればあるほど、強力なものとなるという。しかし、ケインズによれば、ボルシェヴィストは、宗教を唾棄し、図書室の宗教の棚にも反宗教的文献のみを並べよと指示するが、彼ら自身が宗教的である。唯物論的自負を純化すれば、一方には、自我を神秘的な匿名の組合のなかに没入させており、他方には、自我を人類全体の理想の追求に没入させてるグループがある。
ケインズは、レーニン主義は、ヨーロッパが数世紀にわたって別々の魂の引き出しにしまいこんできた宗教とビジネス（事業）を組み合わせたものであるが、レーニンたちの事業は、宗教に従属したもので、非効率的である。新興宗教と同様にレーニン主義は、大衆からではなく、少数の熱狂的改宗者からその力を引き出している。彼らは、宗教的不寛容であり、日常生活から彩りと娯楽と自由を奪い去り、代わりに無表情で単調な代替物を与え、彼らは、ボルシェヴィキに抵抗する人々を公正さや慈悲心を微塵もみせずに迫害しており、伝道者的な熱情と統一宗教を目指す野心に満ちている。こうして、レーニン主義とは、偽善者に率いられた、迫害と宣伝を行う少数の狂信者によって信仰された宗教であって、たんなる政党ではなく、またレーニンは、ビスマルクではなく、マホメットなのであるとケインズはいう。
資本主義に満足している人々は、すでに宗教をもっているか、あるいはまったく宗教を必要としていない。ケインズは、ソヴィエトロシアに善きことを求める人々に共感を抱くものの、現実の赤色ロシアには嫌悪すべき点が多すぎるとする。日常生活の自由と安全が破壊され、迫害・破壊・国際紛争を意図的に利用し、国内のあらゆる家族と団体にスパイを送り込み、国外では紛争を巻き起こす。マルクス経済学は、時代遅れの教科書であり、科学的に誤りというだけではなく、現代の世界にとって興味もなければ、応用もできないものであるにもかかわらず、ソ連の教義では、批判を許さないバイブルとして推挙する。
コミュニストは、こうしたことは、自分達の信仰ではなく、革命の戦術であると答えるだろうが、彼らは、新しい秩序を地上に建設し、革命がそこに至る唯一の手段であると信じている。
ロシア・コミュニズムは、人々の行動の金銭的動機の重要度を変化させ、社会的基準を変える。イギリスでは、実業家になり財産を築くことは、公務員になること、教育、学術の世界に努めることと比べて、社会的に尊敬されないことはないし、あるいはかえって大きな尊敬を受けることもあるだろう。しかし、ソ連においては、金儲けに従事することが、可能性のある就職口とは見なされず、強盗、偽造、横領の技能を習得することとみなされるように目論まれており、倹約や貯蓄、家計を安定させることさえ、価値の低いこととされる。しかし、実際のソ連では、他人より多く所得を得る成功者はおり、人民委員は毎週５ポンドを得て、さらに各種の無料サービス、自動車、アパート、劇場のボックス席等も支給される。教授や公務員は、下級労働者の3倍、貧農の6倍の所得を得ており、格差は解消されていないだけでなく、物価高と法外な累進税制のために人々の生活は苦しい。多額の利益を得ようとすれば、賄賂や横領の類の危険を冒すことになるし、浪費癖がある者は捜査と死刑を含む刑罰を蒙る危険を冒すことになる。
利潤を見込んだ売買を禁止してはいないが、そのような職業を不安定で恥ずべきものにしようと仕向けている。私営の商人は、中世のユダヤ人のように、公認の無法者とされ、特権や保護は受けられない。
ケインズは、もし共産主義が勝利を収めるとすれば、それは改良された経済運営技術としてではなく、一つの宗教としての勝利となるだろうことを確信しているという。型にはまった批判では、共産主義を宗教とみなして、あまりに憎悪するために、その経済面の非効率性を誇張しており、他方では、経済的な非効率性の印象が強すぎるために、宗教としての側面を過小評価している。ケインズは、共産主義の経済運営技術は、イギリスのブルジョワ的理想を残した社会（19世紀の個人主義的資本主義ではない）に適用して、成功するとは思われないとして、こう述べる。
しかし、宗教としての共産主義の力は、かなりのものとなるだろうという。平凡な人間を褒めそやす教義は、これまでの宗教が大衆を捉えてきたもので、宗教には、信徒たちを団結させる紐帯を作り上げ、それは無宗教者の利己的な原子論に十分に対抗する力を持っている。これに対して、資本主義は絶対的に非宗教的であり、内的な団結もなければ、強い公共心もなく、富を持てるものと追い求めるものの集合でしかない。

#### 『自由放任の終焉』
「自由放任の終焉」(1926)では、アダム・スミス以来の自由放任の原則は、それへの反対提案である保護主義と、マルクス派社会主義の両方の内容が貧弱であったために、分別ある公衆によって堅持されてきたとし、保護主義もマルクス主義、貧弱な思考の見本であり、ある過程を分析し、それを結論にいたるまで追求できない無能力さの見本であると批判する。
マルクス主義などの19世紀の国家社会主義は、ベンサムや自由競争から発生したもので、個人主義と同じ哲学であり、あるいはより明瞭で、あるいはより混乱した表現である。個人主義は、消極的に、現存する自由への制限を回避しようとし、国家社会主義は、積極的に独占を打破しようとするが、いずれも自由を強調する同一の知的雰囲気に対する異なった反応なのである。

#### スターリン以後
その後、ソ連がスターリン主義へと転化すると、ケインズはますます批判的になった。
1934年7月、ケインズは、ソ連に好意的であったために降格減給の危機に瀕したハロルド・ラスキを、共産主義者の言論の自由は保護すべきであるとして、擁護した。ケインズによれば、治安妨害法もまた、前の世代が、苦しみながら守ってきた市民的・政治的自由をどれだけ微小なものであっても、堅持することの重要性を強調するものであり、意見への審問や、漠とした行政上の疑惑の基づく調査、政敵の政治的暗殺などは、名目が国家の安全であれ、文明を破壊する思想と同じ系列に属する。たしかに左翼はマルクス主義を弄んできたが、右翼でも、またひとしく左翼でも、どんな小さな背反であっても、自由のとりでにおいて許容されるべきであるとしてラスキを擁護した。
しかし、このケインズの書簡に対してフランク・ピトケアンが「左翼は、マルクス主義を弄んできた」という部分に対して苦情をいうと、ケインズは、マルクス主義は、ファシストやナチズムと同様に、経済秩序の変革のために個人の政治的自由をいつでも犠牲にする用意を備えていると批判し、「マルクス主義思想を弄ぶ輩は、個人の政治的自由を反動的攻撃から守ることにおいて、明確な良心を持ち得ないだろう」と述べ、ケインズ自身は、政治的自由主義による経済改革が自分の目標であると述べる。
ケインズによれば、19世紀後半には、シティと産業の指導層は権力を保持していたが、何らかの理由で、時と株式会社と行政機構とが、サラリーマン（俸給生活者）階級を権力の座につけた。プロレタリアートではなく、サラリアートだ。ウェルズもいうように、革命は時代遅れだ。というのは、革命は個人的な権力への反抗だが、今日のイギリスでは誰も個人的な権力を持っていない。
また、共産主義は、経済問題の意味を過大評価しているが、経済問題は解決できないほど難しいことはないという。共産主義は、経済状態を改善する手段としては、人間の知性への侮辱であるが、経済状態を悪化させる手段としては精妙で強い魅力を持つ。共産主義は、19世紀が経済的成果の組織化に失敗したことへの反動ではなく、その比較的成功への反動であり、われわれすべての内在する禁欲主義への訴えである。ショウとウェルズは偉大な共産主義の牧師である。
共産主義は、暴力革命によるブルジョワジーの打倒だけが解決となると主張したが、ケインズは、あらゆる暴力的な社会変革に反対した。
1934年12月には、ケインズは、資本論は、イスラム教のコーランのように、多くの人々が「千歳の岩」とみなし、霊感を宿した本とみなしているとした。しかし、資本論は、社会学的価値はどうあれ、経済学的価値はゼロであるとケインズはいう。
ケインズは、『雇用・利子および貨幣の一般理論』の執筆中の1935年1月、自分が準備している経済理論の書物によって、世界の人々の経済問題についての考え方は大きく変革されるだろうし、なかんずく、マルクス主義のリカード的基礎は打ち壊されるだろうと述べている。マルクス主義は、資本主義的個人主義は現実には機能できないという極めてもっともらしい推論を、リカードの経済学から引き出したとケインズはいう。
ケインズは、マルクス主義は、自由放任経済学と同じく、ベンサム的な功利主義に起源をもっていると考えた。
1937年7月にケインズは、スターリンは共産党を破壊しており、スターリンはいずれ他の独裁者と区別ができなくなるだろうと指摘した。

## 政治思想

### 自由党
ケインズはケンブリッジ時代より自由党の活動に積極的に関与し、この活動を通じて自由主義の確立に努めた
1927年8月に自由党党首デビッド・ロイド・ジョージが自由党産業研究会（Liberal Industrial Inquiry）を創設するとそれに参加し、「大きな政府」志向の新たな経済政策を立案し、ここでケインズ主義の理論を確立した。
ケインズは自由党を、保守党のような頑迷な保守主義でも、労働党のような破壊主義でもなく、自由に未来を建設にあたる政党とみなした。ケインズは、労働党は金融問題に関心を持っていないと批判した。
ケインズ自身は議員となることはなかった。1939年に庶民院のケンブリッジ大学選挙区において2議席のうち1つに空席が生じると、ケインズを補欠選挙に推す動きが起き、保守党・自由党・労働党の主要3党がそろって支持を表明したものの、新人議員となることで政治への影響力の低下を懸念したケインズはこれを最終的に拒否した。

### ニュー・リベラリズム（ソーシャル・リベラリズム、リベラル・ソーシャリズム)
ドスタレールによれば、ケインズは、保守主義へと変形した古典的自由主義（ファシズムとナチズムはその極端なかたちであった）との戦いを主導する一方で、社会主義の急進的な形態であるボルシェヴィズムと共産主義を否定し、ニュー・リベラリズム、ソーシャル・リベラリズム、あるいはリベラル・ソーシャリズムと互換的に表現される道を支持した。
ケインズは、共産主義と保守主義は、ともに文明の将来を危険にさらす袋小路とみなした。1925年には、経済的無秩序から計画経済への移行は計り知れない困難を伴うだろうが、レナード・ホブハウスらが主張したニュー・リベラリズム（ネオリベラリズムとは異なる）が立ち向かうと述べている。ケインズは、私的独占の打破、地主制と保護貿易との戦い、個人的自由の発展、民主的政府の発達などにおいて、自由主義の伝統的な目的はすでに達成されており、経済に対しては、自由な働きに委ねることから、規制を行使する時代が訪れたと考えていた。
1925年のゼネストに共鳴し、ゼネストの原因を保守党政権財務大臣ウィンストン・チャーチルによる金本位制復帰に求め、『チャーチル氏の経済的帰結』の中でチャーチルをシティの声ばかり聞いて炭鉱労働者を犠牲にする政治家と批判した。

### 優生学
ケインズは優生学の支持者だった。キャリアの最初期から優生学に興味をもち、1937年から1944年までイギリス優生学協会の理事を務めた。1946年の講演では、優生学を社会学で最も重要な分野と述べた。

## ジャーナリズム
ケインズのジャーナリズムとの関わりは、1912年のエコノミック・ジャーナル誌編集者就任にさかのぼる。1919年にはヴェルサイユ会議に大蔵省主席代表として出席し、ドイツ経済からは負担しきれない巨額賠償に反対して辞任。その後ドイツへの莫大な賠償金を課したヴェルサイユ体制に対し「平和の経済的帰結」（全集 第2巻、東洋経済新報社）を出版し大反論キャンペーンを行った。これ以降ケインズはジャーナリストとしてマンチェスター・ガーディアンやイブニング・スタンダード、タイムズなどに寄稿を行うようになった。また1923年には自由党系の週刊紙であるネーション紙を買収して責任者の一人となり、同紙が1931年にニュー・ステイツマン紙と合併してニュー・ステイツマン・アンド・ネーション紙となった後も定期的な寄稿を続けた。

## 投資
1919年の「平和の経済的帰結」はベストセラーになり、ケインズに多額の収入をもたらした。この収入をもとにケインズは積極的な投資を行い、1920年代初頭には一度失敗したものの1922年には軌道に乗せ、以後も増減はあったものの破産することはなく、生涯を通じ投資から多額の収入を得て非常に富裕であった。
ケインズは、独自の投資法を行なっていた。それは、インサイダー情報を当てにせず、朝起きてベッドの中で新聞の金融情報を読み、電話取引を行うだけというものであった。当初の投資成績は順調ではなく、1929年の大恐慌までは散々な結果であった。また、1929年の恐慌は、ケインズも予想することはできず、暗黒の木曜日の時点で、金融資産の8割を株式に集中投資していたという。しかし、1933年からのケインズの動きは素晴らしいもので、中小型の割安株に集中投資するバリュー株戦略で成功した。1921年に母校キングス・カレッジの副会計官に就き、1924年には正会計官となったが、ここでカレッジの基金3万ポンドを運用し、38万ポンドに増やした。
また、ケインズは1921年から1938年まで国民相互生命保険会社の会長を務め、1923年から1946年の死までプロヴィンシャル保険会社の取締役になり、他にもいくつかの投資会社を設立・運営するなど、経済人としての活動も行っている。
ケインズは、株式価格形成の問題を、当時の新聞で行われていた美人コンテストを例えにして、個々の判断に基づく投資より投資家集団の好みを考慮すべきであると説明した（美人投票）。

## 私生活

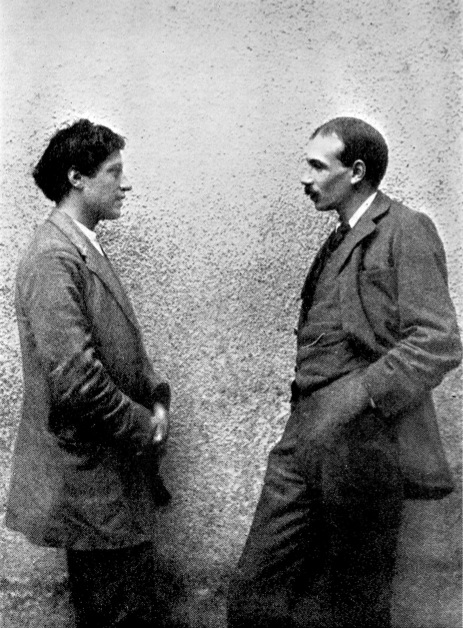
ダンカン・グラント (左) と、1912年

ケインズはケンブリッジ時代からリットン・ストレイチーやレナード・ウルフと親しく、そのつながりでヴァージニア・ウルフ（旧姓・スティーヴン）などとも交友を結んでいた。1905年にヴァネッサ、トビー、ヴァージニア、エイドリアンのスティーヴン家4人兄弟がブルームズベリーに移住すると、彼らの友人集団はブルームズベリー・グループと呼ばれるグループを作るようになり、ケインズはその主要人物の一人となった。ブルームズベリー・グループとの交友は長く続き、1916年に徴兵制が導入されグループのほとんどが良心的兵役拒否を行った際にはその申請が承認されるよう尽力している。またケインズ自身も、大蔵省勤務を理由に徴兵免除を受けた。ケインズはこの交友の中でしばしば友人たちのパトロンとして振る舞い、また彼らの影響で芸術の審美眼を養ったことは絵画収集や芸術への公的支援支持へとつながっていった。
ケインズは若いころ同性愛者であった。1910年頃に画家のダンカン・グラントと同じ部屋で過ごした。ケインズのメモには、1901年から1915年まで関係を持った相手とのリストが残されている。ケインズは1925年にロシア人バレリーナのリディア・ロポコワと結婚し、彼の死まで幸せな結婚生活を送ったが、一方でリディアとブルームズベリー・グループの間には溝があり、やがてケインズがグループからやや離れていく原因となった。
ケインズは少年時代から古書の収集癖があったが、ブルームズベリー・グループの影響で1908年から絵画の収集を始め、死後の遺産には大きなコレクションが含まれていた。彼の絵画コレクションは135点に上り、ポール・セザンヌやジョルジュ・スーラなどの大家や、ブルームズベリー・グループの友人たちの作品、さらに彼がパトロンとして支援した若手芸術家たちの作品が含まれていた。ケインズは優れた目利きであり、所持する絵画の価値は死亡時には大きく上昇して財産の重要な一部分となっていた。
また彼は築き上げた資産から積極的に芸術への支援を行い、1936年にはケンブリッジ・アート・シアターを設立した。ケインズは芸術分野への国家支援を支持しており、1942年に音楽芸術奨励評議会（CEMA）の会長に就任すると、戦争により生活難に陥っているプロの芸術家への支援を充実させる政策をとった。1946年にCEMAが改組されて新たに英国芸術協議会 (Arts Council of Great Britain)が設立されるとその初代会長に就任した。

## 著作

### 単行本
- 1913 Indian Currency and Finance
  - 日本語訳：ケインズ全集1巻（後記）
- 1919 The Economic Consequences of the Peace
  - 日本語訳：講和の経済的帰結 救仁郷繁訳 ぺりかん社, 1972
  - 日本語訳：平和の経済的帰結 山形浩生訳 東洋経済新報社, 2024
  - ケインズ全集2巻（後記）
- 1921 A Treatise on Probability
  - 日本語訳：ケインズ全集8巻（後記）
- 1922 Revision of the Treaty
  - 日本語訳：ケインズ全集3巻（後記）
- 1923 A Tract on Monetary Reform
  - 日本語訳：貨幣改革問題 岡部菅司・内山直共訳、岩波書店, 1924
  - ケインズ全集4巻（後記）
  - お金の改革論 山形浩生訳 講談社学術文庫, 2014.7
- 1926 The End of Laissez-Faire
  - 日本語訳：自由放任の終焉 山田文雄訳 現代教養文庫（社会思想研究会出版部）, 1953
- 1930 A Treatise on Money
  - 日本語訳：ケインズ貨幣論 鬼頭仁三郎訳 同文館, 1932-33。5分冊
  - ケインズ全集5,6巻（後記）
- 1931 Essays in Persuasion
  - 日本語訳：説得評論集 救仁郷繁訳 ぺりかん社, 1969、新版1987
  - ケインズ全集9巻（後記）
  - ケインズ説得論集 山岡洋一訳 日本経済新聞出版社, 2010.4／日経ビジネス人文庫, 2021.12
- 1936 The General Theory of Employment, Interest and Money
  - 日本語訳：『雇用・利子および貨幣の一般理論』塩野谷九十九訳 東洋経済新報社, 1941、改訂新版1995、ケインズ全集7巻（後記）
  - 間宮陽介訳 岩波文庫, 2008、ワイド版2012
  - 雇用、利子、お金の一般理論 山形浩生訳 講談社学術文庫, 2012.3
  - 雇用、金利、通貨の一般理論 大野一訳 日経BPクラシックス, 2021.4
- 1940 How to Pay for the War: A radical plan for the Chancellor of the Exchequer
  - 日本語訳：戦費支弁論 日本銀行調査局訳 日本銀行調査局, 1940
  - 戦費と国民経済 救仁郷繁訳 東亜書局, 1940
- 1949 Two Memoirs. Ed. by David Garnett (国際決済銀行副総裁Carl Melchiorとジョージ・エドワード・ムーアについての回想)

### 主な論文、パンフレット
- 1915 The Economics of War in Germany
- 1922 Inflation as a Method of Taxation
- 1925 Am I a Liberal?
- 1926 Laissez-Faire and Communism
- 1929 Can Lloyd George Do It?
- 1930 Economic Possibilities for our Grandchildren
- 1931 The End of the Gold Standard (Sunday Express)
- 1931 The Great Slump of 1930
- 1933 The Means to Prosperity
- 1933 An Open Letter to President Roosevelt (New York Times)
- 1933 Essays in Biography
- 1937 The General Theory of Employment

### ケインズ全集
全集：The Collected Writings of John Maynard Keynes. 30 volumes
　London, Macmillan, 1971-1989. Reprint: Royal Economic Society, Cambridge University Press
1971年から1989年にかけ、ケンブリッジ大学出版会・全30巻で刊行。
日本語版『ケインズ全集』は、東洋経済新報社で刊行中で、未完結である。
- 1巻、インドの通貨と金融 則武保夫 片山貞雄訳、1977
- 2巻、平和の経済的帰結 早坂忠訳、1977
- 3巻、条約の改正 千田純一訳、1977
- 4巻、貨幣改革論 中内恒夫訳、1978
- 5・6巻、貨幣論 小泉明・長沢惟恭訳、1979
- 7巻、雇用・利子および貨幣の一般理論 塩野谷祐一訳、1983
- 8巻、確率論 佐藤隆三訳、2010
- 9巻、説得論集 宮崎義一訳、1981
- 10巻、人物評伝 大野忠男訳、1980
- Volume 11, Economic Articles and Correspondence: Academic[107]
- Volume 12, Economic Articles and Correspondence: Investment and Editorial
- Volume 13, The General Theory and After: Part I. Preparation[108]
- 14巻、一般理論とその後、第二部、ドナルド・モグリッジ編、清水啓典・柿原和夫・細谷圭訳、2016
- 15巻、インドとケンブリッジ 1906～14年の諸活動 エリザベス・ジョンソン編 三木谷良一・山上宏人訳、2010
- Volume 16, Activities 1914–1919: The Treasury and Versailles
- 17巻、条約改正と再興 1920～22年の諸活動 ジョンソン編 春井久志訳、2014
- 18巻、賠償問題の終結 1922～32年の諸活動 ジョンソン編 武野秀樹・山下正毅訳、1989
- 19巻、金本位復帰と産業政策 1922～29年の諸活動 モグリッジ編 西村閑也訳、1998
- 20巻、雇用と失業対策の再考 1929～31年の諸活動 モグリッジ編 小谷野俊夫訳、2023
- 21巻、世界恐慌と英米における諸政策 1931～39年の諸活動 モグリッジ編 舘野敏・北原徹・黒木龍三・小谷野俊夫訳、2015
- Volume 22, Activities 1939–1945: Internal War Finance[109]
- Volume 23, Activities 1940–1943: External War Finance
- 24巻、平和への移行 1944～46年の諸活動 モグリッジ編 堀家文吉郎・柴沼武・森映雄訳、2002
- 25巻、戦後世界の形成 ー精算同盟：1940-44年の諸活動、村野孝訳、1992
- 26巻、戦後世界の形成 ブレトン・ウッズと賠償 1941～46年の諸活動 モグリッジ編 石川健一・島村高嘉訳、1988
- 27巻、戦後世界の形成-雇用と商品 1940～46年の諸活動 モグリッジ編 平井俊顕・立脇和夫訳、1996
- 28巻、社会・政治・文学論集 モグリッジ編 那須正彦訳、2013
- 29巻、一般理論とその後 第13巻および第14巻への補遺。モグリッジ編 柿原和夫訳、2021
- Volume 30, Bibliography and Index[110]

### その他の日本語訳
- 金解禁と国民経済 梶哲次訳、二酉名著刊行会, 1928
- 人物評伝 熊谷尚夫・大野忠男訳 岩波書店（岩波現代叢書）, 1959、新版1992
- 「世界の名著69 ケインズ ハロッド」中央公論社, 1971
  - 「若き日の信条 自由放任の終焉 私は自由党員か 繁栄への道、アメリカ合衆国とケインズ・プラン」宮崎義一訳
  - 「貨幣改革論 戦費調達論」中内恒夫訳
    - 新版「貨幣改革論 若き日の信条」中公クラシックス, 2005.11
- デフレ不況をいかに克服するか ケインズ1930年代評論集 松川周二編訳、文藝春秋〈文春学藝ライブラリー〉2013.10